# Федерація стрільби з лука України
Федерація стрільби з лука України (ФСЛУ) — всеукраїнська громадська організація спортивної спрямованості, яка об'єднує спортсменів, тренерів, суддів, інших фахівців для сприяння розвитку видів стрільби з лука в Україні та захисту спільних законних інтересів своїх членів. Заснована у 1992 році та, з того ж року, є членом Міжнародної федерації стрільби з лука (фр. FITA) та Європейського і середземноморського союзу стрільби з лука (EMAU).

## Історія
Стрільба з лука входить до програми Олімпійських ігор з 1900 року. В 1931 у Львові була заснована Міжнародна федерація стрільби з лука (ФІТА), де також був проведений перший чемпіонат світу. Сучасна спортивна стрільба з лука розвивається в Україні з 1956 року. 
Основні центри розвитку стрільби з лука в Україні – Харків, Львів, Чернівці. За цей час українськими лучниками завойовано багато медалей, здобуто перемоги та встановлено рекорди чемпіонатів Європи, світу і Олімпіад, розроблено різні методики стрільби з лука. У 2008 році харків’янин Віктор Рубан завоював перемогу в особистому заліку на Олімпійських іграх 2008 року у Пекіні. До цієї історичної перемоги на кожній Олімпіаді українські лучники завойовували нагороди: 1996 рік, Атланта – киянка Олена Садовнича завоювала бронзу у особистому заліку, буковинка Ліна Павчук встановила рекорд Олімпійських ігор, який тримається і нині; 2000 рік, Сідней - жіноча команда, у складі киянки Олени Садовничої, одеситки Наталі Бурдейної, харків’янки Катерини Сумко, здобула срібло командного заліку; 2004, Афіни – чоловіча команда (харків’яни Віктор Рубан і Олександр Сердюк та львів’янин Дмитро Грачов) здобувають командну бронзу.